# لب‌خوانی

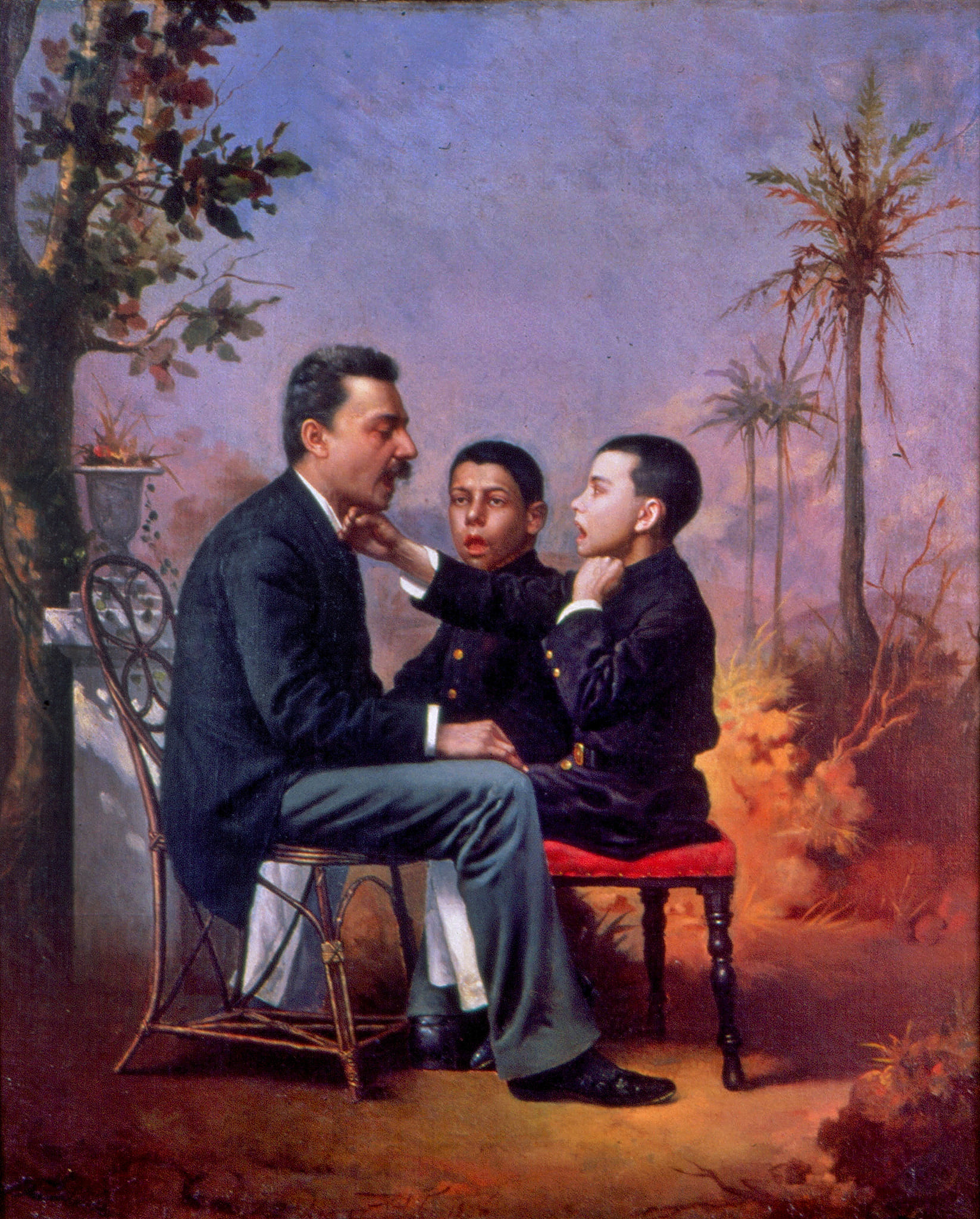
گفتارخوانی

لب‌خوانی یا گفتارخوانی روشی برای درک سخنان با استفاده از تفسیر بصری حرکات لب‌ها، چهره و زبان در زمانیست که صدای طبیعی دسترس نیست. همچنین بر اطلاعاتی که از طریق زمینه، دانش زبان و هر مقدار باقی مانده از شنوایی ادراک می‌شود، تکیه دارد. اگر چه ظاهراً توسط افرادی که ناشنوا هستند یا سطح کمتری از شنوایی را دارند استفاده می‌شود، اما اکثر مردم با شنوایی طبیعی، برخی از اطلاعات شنیداری را از دیدن حرکات لب بدست می‌آورند.